# Jaca Navarra
Vous lisez un « bon article » labellisé en 2014.
Pour les articles homonymes, voir Navarra et Jaca (homonymie).
Ne doit pas être confondu avec cheval navarrin.
La Jaca Navarra (en basque Nafarroako zaldiko), ou cheval navarrais, est une race de petit chevaux de travail originaire de la communauté forale de Navarre, région autonome du nord de l'Espagne. Menacée de disparition au milieu du XXe siècle en raison de la motorisation, la race est désormais protégée, notamment grâce à la création d'un troupeau de référence à Sabaiza. Une association d'éleveurs a été formée en 1999 et un registre généalogique ouvert en 2001. Deux ans plus tard, le danger d'extinction qui pèse sur la Jaca Navarra est reconnu à son tour.
De nos jours, la race est surtout élevée pour sa viande, dans sa région originelle. Grâce à sa conformation adaptée au marché, ce petit cheval bai très robuste, d'environ 1,30 m, s'élève de manière extensive à l'état semi-sauvage. La population est de quelques centaines d'individus, environ 900 chevaux en 2011.

## Étymologie et terminologie
En espagnol, cette race est connue sous une grande variété de noms, dont Poney Navarro, Cheval Navarro, Caballo Vasco-navarro, Caballito de Andía, Caballito (de Andía) de las Améscoas et Caballito (de Andía) de la Barranca,. Par le passé, elle a été désignée comme Jaca de Montaña (cheval de montagne), Raza de Pamplona ou Raza Pamplonica (race de Pampelune). Le nom basque est Nafarroako zaldiko. Le nom de Jaca Navarra provient de la région historique de cette race, la Navarre, Jaca désignant les chevaux d'une taille inférieure à 1,47 m au garrot. Le mot jaca a une histoire inhabituelle, issu du vieil espagnol haca, il provient lui-même de l'ancien français haque, qui est une forme dérivée de Hackney, un district londonien fameux pour ses chevaux.

## Histoire
Ce cheval de travail rustique est probablement issu des populations équines primitives de la péninsule Ibérique, avec une petite influence du poney celte. Il proviendrait du tronc des races dites Cantabriques-pyrénéennes (cántabro-pirenaico), ce qui l'apparenterait au Pottok, au Garrano, à l'Asturcón et au Mérens. L'étude génétique montre clairement le regroupement de trois races espagnoles d'origine celtiques provenant de l'Atlantique : la Jaca Navarra, le poney galicien et le Pottok, au point que ces trois races ne sont pas systématiquement différenciées.
La population connaît une croissance à l'époque où une jument de Navarre était donnée à chaque agriculteur faisant le choix de s'installer dans la région. Une forte réduction d'effectifs intervient au milieu du XXe siècle, du fait de la motorisation des transports et de l'agriculture. En 1972, l'étude géographique de Vicente Bielza de Ory décrit le « poney navarro » comme étant un petit cheval (caballito de escasa alzada) toisant de 1,22 m à 1,32 m, dont les origines remontent à l'Antiquité.
En 1982, le gouvernement autonome de Navarre débloque des fonds pour maintenir un noyau de référence de la race Jaca Navarra sur la propriété de Sabaiza. Ce troupeau est géré par ITG Ganadero (Instituto técnico y de gestión ganadero). Une association d'éleveurs, l’Asociación de Criadores de Ganado Equino Jaca Navarra (JACANA), est formée en 1999 et un registre généalogique ouvert deux ans plus tard,, quand le type morphologique de la race est défini et fixé. Le 26 mai 2003, la Jaca Navarra est officiellement déclarée comme étant en danger d'extinction.

## Description

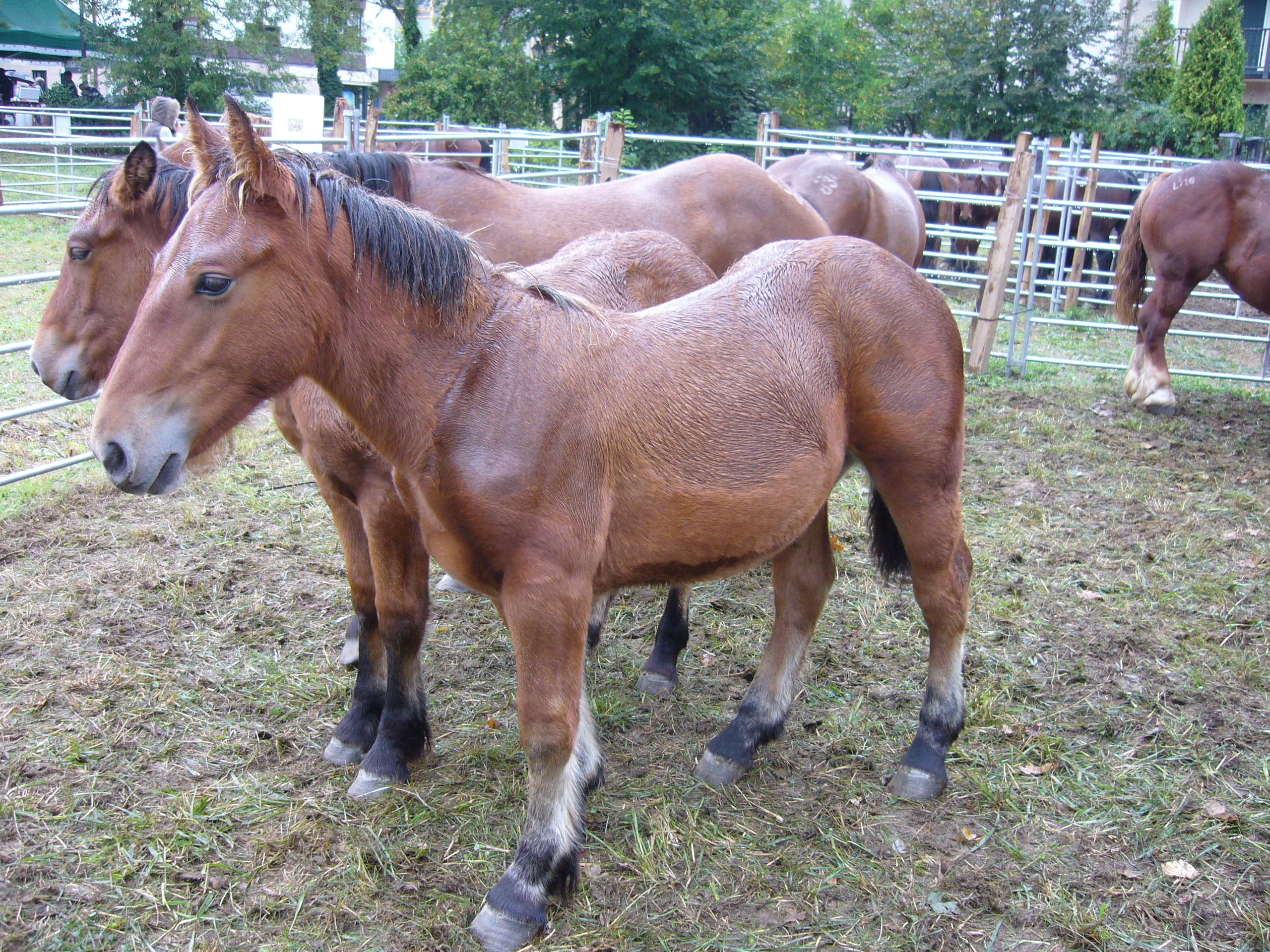
Jeunes Jaca Navarra.

Le troupeau de conservation et de référence qui vit à l'état semi-sauvage à Sabaiza est un bon exemple de la race Jaca Navarra. La robe est baie dans toutes ses nuances, sans marques blanches.

### Morphologie
C'est un petit cheval à tout faire, mesurant en moyenne de 1,30 à 1,35 m au garrot, la Federación Española de Asociaciones de Ganado Selecto (FEAGAS) donnant une taille de 1,26 m à 1,36 m, pour un poids de 425 à 500 kg. La morphologie est plutôt bien fixée, mais le dimorphisme sexuel est très marqué au niveau du développement corporel et du tronc. La tête est assez grosse et présente un profil rectiligne ou subconcave. L'animal est médioligne, d'apparence harmonieuse et bien proportionnée. Le dos est plutôt droit, les côtes sont bien formées et la croupe est arrondie. Les jambes sont plutôt fines, avec une peau mince. Sa morphologie est particulièrement adaptée à la production de viande, bien qu'il soit pénalisé par sa taille relativement modeste en rapport avec les autres races chevalines élevées en Espagne pour ce marché.

### Tempérament et entretien
La Jaca Navarra est très rustique, et particulièrement adaptée aux biotopes de montagne,. Elle est élevée de manière extensive toute l'année dans les hauteurs, forêts et prés communaux d'Espagne, ne bénéficiant d'un complément alimentaire que lors des hivers rigoureux. Les animaux n'ont de contacts avec l'homme qu'au sevrage des poulains ou pour se voir appliquer des soins tels que la vermifugation. Vigoureuse, la Jaca Navarra profite d'une bonne longévité et d'une fécondité importante, elle présente aussi un tempérament marqué,.

## Utilisation
Elle servait historiquement de cheval de travail à la traction, mais de nos jours, la race est surtout élevée pour sa viande, tout comme l'autre race équine de la Navarre, le cheval Burguete. La production de viande est devenue son principal objectif d'élevage, de ce fait, la sélection s'oriente vers la recherche d'une morphologie adaptée à ce marché.
La race possède aussi un bon potentiel pour le travail de débardage en forêt, notamment grâce à son excellent sens de l'équilibre. Une expérience de croisement a été menée en 1992 par l'Instituto Técnico y de Gestión Ganadera de Navarra (Institut de gestion technique et d'élevage de Navarre), entre des juments Jaca Navarra et des étalons de race arabe. Elle a donné des animaux dociles à la morphologie de poney, aptes à la plupart des activités équestres. La Jaca Navarra sert sporadiquement de monture pour les enfants, de cheval de loisirs et de cheval de traction légère.

## Diffusion de l'élevage
La Jaca Navarra est enregistrée, sur DAD-IS, comme une race locale native d'Espagne, en danger d'extinction. L'étude menée par Rupak Khadka de l'Université d'Uppsala, pour la FAO et publiée en août 2010, la signale comme race locale européenne en danger d'extinction, faisant l'objet de mesures de protection. Elle est classée par le Catálogo Oficial de Razas de Ganado de España dans le groupe des races autochtones en danger d'extinction, et comme étant « en danger » par la FAO (Food and Agriculture Organization of the United Nations / Organisation des Nations unies pour l'alimentation et l'agriculture). 
La population totale est estimée à 240 individus, et en diminution, en 1997, par la FAO, puis à 350 en 1999 par ITG Ganadero, et de nouveau 250 individus en 2000, par un groupe de chercheurs. En décembre 2003, cette estimation remonte à 390. En mai 2010, une étude d'ITG Ganadero estime la population à 760 chevaux, répartis sur 35 exploitations. En avril 2011, une dernière estimation décompte un cheptel de 899 têtes. La race souffre d'une assez forte consanguinité.
L'élevage est très local, exclusivement implanté dans la Navarre. La race est plutôt présente dans le nord-ouest de la région, dans le maquis et les zones boisées des massifs d'Andia et d'Urbasa. Toutefois, quelques Jaca Navarra s'exportent dans les provinces de Castellón, Valence, Alicante et Murcie, où ils servent d'animaux de trait pour de petits véhicules hippomobiles.